# 개를 낳았다
《개를 낳았다》는 매주 금요일, 네이버 웹툰에 이선이 연재하는 웹툰이다.

## 등장인물
- 김다나: 주인공, 명동이의 엄마이고 나라의 언니이다.  강아지 초상 그림을 전문적으로 한다.
- 김나라: 다나의 동생, 꾸미는것을 좋아한다.명동이의 작은 엄마이다. 제과제빵 전문이다.
- 김명동: 다나와 나라의 반려견이며 믹스 포메라니안이다. 어릴때 심장 사상충을 판명 받았고, 겨우 치료했다. 언젠가 길을 잃어버렸을 때 민영이 찾아주었다.
- 가야/하트: 다나와 나라가 임시보호했던 웰시코기이다. 고속도로에 있는 휴게소에서 유기된 채로 발견되었다. 처음에는 경계성 입질이 있었지만 다나와 나라와 지내면서 나아졌다. 머리가 긴 여자를 좋아한다.  현재, 전 주인에게 돌아가 예전이름 '하트'로 생활중이다.
- 다나와 나라의 엄마, 아빠: 덕진이의 전 반려인, 현재 우리, 강산이를 키우고 있다.
- 주희: 다나의 친구로 꾸미는 것을 좋아한다. 부업으로 강아지 악세사리를 만든다. 주주의 반려인
- 주주: 주희의 반려견이며 펫샵에서 입양했다. 폼피츠이다. 잠깐 다른 가족에게 보내졌다가 자기 주인인 주희를 찾아간다.
- 노민영: 동물 유치원 미용당담이며 노아, 노이의 전 반려인이다.
- 서진영: 동물 유치원 교육당담.  매사에 밝고 긍정적이다.남을 돕는것을 매우 좋아하며, 흥분했을땐 말끝에 '효'를 붙인다.
- 동물병원 선생님: 다나의 반려견 명동이를 치료해주었다.  다나의 은인이자 명동이의 은인
- 정이: 동물병원 선생님의 반려견이다.
- 우리, 강산: 명동이를 무척 따르고 명동이가 하는 것을 따라하려고 한다.  명동이를 대장이라 부르고, 우리는 자신을 공주라고 지칭, 형제인 강산이를 쪼다라고 부른다.
- 달래: 우리, 강산이의 모견. 원래 다나네 부모님이 새끼들은 어디에든 입양갈수 있으니 처음에 달래를 데려오려 했지만 달래가 교통사고로 죽자 우리, 강산이를 데려온다.
- 살구, 데이지(몽실이), 훈장이: 강아지 유치원에서 민영이 임시보호하던 전 유기견. 각자의 주인을 만나게 된다.
- 덕진: 다나와 나라의 엄마, 아빠가 키우던 개이다. 웰시코기와 진돗개의 믹스. 오둥이를 낳았지만 다섯마리 모두 입양갔다. 동네 아이들이 준 초콜릿을 먹고 죽었다.
- 춘향, 몽룡: 애견 유치원에 등록된 강아지. 춘향이가 누나, 몽룡이가 동생이다.